# Arash Mozhdeh Jouybari
Arash Mozhdeh Jouybari es un deportista australiano que compite en taekwondo. Ganó dos medallas de oro en el Campeonato de Oceanía de Taekwondo en los años 2018 y 2019.

## Palmarés internacional
| Campeonato de Oceanía | Campeonato de Oceanía | Campeonato de Oceanía | Campeonato de Oceanía |
| Año                   | Lugar                 | Medalla               | Categoría             |
| --------------------- | --------------------- | --------------------- | --------------------- |
| 2018                  | Mahina (Francia)      | Medalla de oro        | +80 kg                |
| 2019                  | Apia (Samoa)          | Medalla de oro        | –80 kg                |